# Guido Minghetti
Guido Minghetti (Vercelli, 10 novembre 1922 – ...) è stato un calciatore italiano, di ruolo centrocampista.

## Caratteristiche tecniche
Giocava come mediano.

## Carriera
Nella stagione 1941-1942 fa parte della rosa della Pro Vercelli, con cui non gioca nessuna partita di campionato; l'anno seguente esordisce tra i professionisti, giocando una partita nel campionato di Serie C.
Nella stagione 1945-1946 gioca 11 delle 22 partite di campionato in seconda serie, mentre nella stagione 1946-1947 scende in campo in 21 occasioni; gioca poi in Serie B anche durante la stagione 1947-1948, nella quale colleziona ulteriori 5 presenze nella serie cadetta.
Nel 1948 scende di categoria e si accasa all'U.S. Pray, con cui nella stagione 1948-1949 centra il secondo posto in classifica in Promozione, a tre punti dal Luino promosso in Serie C; torna poi alla Pro Vercelli, con cui nella stagione 1949-1950 segna 2 reti in 12 presenze in Serie C, arrivando quindi ad un bilancio di 50 presenze e 2 reti in sei stagioni con la maglia della squadra piemontese.
Gioca l'ultimo campionato professionistico della sua carriera nella stagione 1950-1951, durante la quale realizza 3 reti in 34 presenze in Serie C con la maglia del Luino; l'anno seguente gioca invece in Promozione con la Valenzana, con cui nella stagione 1952-1953 e nella stagione 1953-1954 totalizza globalmente 43 presenze e 5 reti in IV Serie.